# STS-96
إس تي إس-96 (بالإنجليزية: STS-96)‏ الرحلة الرابعة والتسعون ضمن برنامج مكوك الفضاء لوكالة ناسا، والرحلة السادسة والعشرون على متن مكوك الفضاء ديسكفري، انطلقت الرحلة في 27 مايو 1999 من مركز كينيدي للفضاء ، وهبطت بتاريخ 6 يونيو في مركز كينيدي للفضاء أيضاً، بعد عشرة أيام مكثتها الرحلة في الفضاء، تم خلال أول عملية التحام لمكوك مع محطة الفضاء الدولية وقد تضمنت حمولة المكوك العديد من التجهيزات الخاصة للمحطة، بلغ عدد الرواد المشاركين في الرحلة سبعة رواد من بينهم رائد فضاء روسي وآخر كندي بالإضافة إلى خمسة أمريكيون.